# Daniel Straub

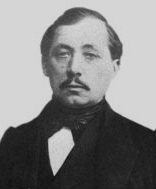
Daniel Straub

Daniel Straub (* 1. Juli 1815 in Geislingen an der Steige; † 17. Januar 1889 ebenda) war ein deutscher Metallwarenfabrikant.

Daniel Straub als Büste vor der Geislinger Stadtkirche

Daniel Straubs Vater Kaspar Straub war Müller. Daniel absolvierte bei seinem Vater eine Müllerlehre und heiratete 1836 Anna Katharina Öchsle. Oberbaurat Michael Knoll, Vetter Straubs und Planer der durch Geislingen führenden Filstalbahn Stuttgart–Ulm und der zugehörigen Geislinger Steige, bezog Straub in den Bahnbau ein. Straub errichtete in der Kapellmühle eine Werkstätte zum Schärfen von Werkzeugen und zur Reparatur von Maschinen. Infolgedessen wurde Straub der höchstbesteuerte Bürger Geislingens. Seine Werkstätten baute er anschließend mit einer Mühlenbauschreinerei und einer Eisengießerei zur Maschinenherstellung aus. Straub baute ein Unternehmen für Mühlen- und Turbinenbau auf, das 1875 das führende in Deutschland wurde.
1853 gründete Straub mit den Metalldrückern Gebrüder Schweizer eine Metallwarenfabrik, die im Volksmund Plaqué genannt wurde, weil in ihr Silber-Plaquéwaren erzeugt werden. Ab 1862 arbeitete Gottlieb Daimler dort für etwa drei Jahre als Konstrukteur. Als 1866 die Gebrüder Schweizer aus diesem Geschäft ausstiegen, nahm Straub seinen Sohn Heinrich als Teilhaber auf, worauf das Unternehmen als „Straub & Sohn, Metallwarenfabrik Geislingen“ firmierte und 1875 über 180 Mitarbeiter beschäftigte. Als sein Sohn 1876 starb, gab er persönlich getroffen 65-jährig seine Unternehmen mit über 300 Beschäftigten aus dem Familienbesitz ab und gründete eine Aktiengesellschaft, die heutige Württembergische Metallwarenfabrik.
Die Daniel-Straub-Realschule in Geislingen wurde nach ihm benannt.